# 古庄健介
古庄 健介（ふるしょう けんすけ、1938年（昭和13年）4月5日 - 2022年（令和4年）12月28日）は、日本の政治家。元佐賀県武雄市長（2期）。

## 来歴
佐賀県出身。東京大学文学部中退。川口商店店主、武雄市教育委員、武雄青年会議所理事長を経て、1983年、武雄市議会議員、1987年、佐賀県議会議員となり、3期務める。この間、自由民主党佐賀県支部連合会政務調査会長を務めた。1998年に武雄市長に当選、合併するまで2期務めた。
2006年に武雄市は北方町、山内町と合併し、新たな武雄市が発足した。合併後の武雄市長選挙に立候補したが、元総務官僚の樋渡啓祐に敗れた。2年後、市民病院移譲問題による現職市長のリコール運動が起こり、辞職による出直し市長選挙が行われ、再び立候補したが、前職の樋渡に敗れた。
2022年（令和4年）12月28日午後2時5分、武雄市内の病院で亡くなった。享年84歳。